# Tulip Food Company
Tulip Food Company A/S er en dansk international fødevarevirksomhed, som producerer en række kødprodukter som pålæg, pølser, bacon, konserves, færdigretter og supper. Koncernen er 100 % ejet af Danish Crown og har hovedsæde i Randers. Omsætningen har de senere år været på ca. 5 mia. kr. og der er over 1.550 medarbejdere. Tulip Food Company er gennem datterselskaber tilstede i otte lande, henholdsvis Danmark, Norge, Sverige, Tyskland, Frankrig, Italien, Storbritannien, Rusland og Japan. Danish Crowns datterselskab Tulip Ltd, repræsenterer også Tulip-mærket i Storbritannien, men er ikke en del af Tulip Food Company.  
Administrerende direktør er Kasper Lenbroch og bestyrelsesformand Jais Stampe Li Valeur.

## Produktionsfaciliter
Koncernen har produktionsfaciliteter i Danmark, Tyskland og Sverige, i alt 10 fabrikker.

### Danmark
- Esbjerg - supper, kødboller, toast og panderetter
- Vejle - konserves, pølser og leverpostej
- Svenstrup - pølser og salami
- Aabenraa - leverpostej
- Aalborg - frikadeller, hamburgers, færdigretter og toppings
- Faaborg (lukkes) - færdige middagsretter, toast og spareribs

### Tyskland
- Oldenburg - pølser og bacon
- Dinklage - charcuteri og tørrede skinker
- Schüttorf - pålæg, færdigretter, spareribs, kyllingeprodukter

### Sverige
- Malmø - pølser og pålæg

## Mærker
Tulip Food Company driver mærkerne:
- Tulip - pålæg, bacon, konserves, frikadeller, færdigretter, postejer, spare ribs og pulled pork
- Den Grønne Slagter - fedtfattigt pålæg
- Mou - supper
- Gøl - pølser og salami
- Steff Houlberg - pølser, pålæg og færdigretter

## Historie
Koncernen har rødder tilbage til 1887, hvor andelsslagteriet i Horsens blev grundlagt. i 1909 registreres det første varemærke med tre tulipaner i Danmark. I 1912 blev varemærket introduceret i forbindelse med eksport til England. 
Tulip International A/S blev etableret i 1990. Det nye selskab var en sammenlægning af Normeat, Danepak, Jaka og Tulip slagteriernes forædlingsdel. 
Samme år blev Danish Prime etableret efter en sammenlægning af Meatcut A/S og Faaborg Middagsretter. Danish Crown fik det fulde ejerskab af Tulip International i 1998. 
Tulip International og Danish Prime blev fusioneret 1. oktober 2002 og det nye selskab fik navnet Tulip Food Company.